# Yuki Kakita
Yuki Kakita (født 14. juli 1997) er en japansk fodboldspiller, som spiller for den japanske fodboldklub Zweigen Kanazawa.